# Grant Mulvey
Pour les articles homonymes, voir Mulvey.
Grant Michael Mulvey (né le 17 septembre 1956 à Sudbury, dans la province de l'Ontario au Canada) est un joueur professionnel canadien de hockey sur glace devenu entraîneur.

## Carrière
Bien qu'il soit né en Ontario, il grandit en Colombie-Britannique où il fait ses débuts dans le hockey organisé. Il retient vite l'attention des dépisteurs de la Ligue nationale de hockey. Il est sélectionné en 1974 par les Black Hawks de Chicago.
Le club étant en pleine reconstruction, il se tailla un poste dès la saison 1974-1975 à l'âge de 18 ans. Aux cours de ses neuf saisons à Chicago, il y connait sa meilleure saison avec 65 points et égale un record d'équipe en inscrivant cinq buts et deux assistances lors d'une partie. En 1982-83, il se blesse au genou en début de saison et manque presque tout le reste de la saison.
Il est par la suite réclamé par les Penguins de Pittsburgh mais il est à nouveau réclamé cinq jours plus tard par les Devils du New Jersey. Il joue douze partie avec les Devils avant que ces derniers l'envoient à leur club école. Il aide les Mariners du Maine à gagner la Coupe Calder. Il met alors un terme à sa carrière de joueur.
En 1995-1996, il est nommé entraîneur-chef des Wolves de Chicago de la Ligue internationale de hockey en remplacement de Gene Ubriaco vers la fin de la saison. Il est remercié lui aussi la saison suivante après 65 parties.

## Statistiques
| Saison     | Équipe                 | Ligue      |     | Saison régulière | Saison régulière | Saison régulière | Saison régulière | Saison régulière |    | Séries éliminatoires | Séries éliminatoires | Séries éliminatoires | Séries éliminatoires | Séries éliminatoires |
| Saison     | Équipe                 | Ligue      | PJ  | B                | A                | Pts              | Pun              | PJ               | B  | A                    | Pts                  | Pun                  |                      |                      |
| 1972-1973  | Broncos de Penticton   | LHCB       | 55  | 42               | 43               | 85               | 120              | -                | -  | -                    | -                    | -                    |                      |                      |
| 1973-1974  | Centennials de Calgary | WCHL       | 68  | 31               | 31               | 62               | 192              | 14               | 4  | 6                    | 10                   | 55                   |                      |                      |
| 1974-1975  | Black Hawks de Chicago | LNH        | 74  | 7                | 4                | 11               | 36               | 6                | 2  | 0                    | 2                    | 6                    |                      |                      |
| 1975-1976  | Black Hawks de Chicago | LNH        | 64  | 11               | 17               | 28               | 72               | 4                | 0  | 0                    | 0                    | 2                    |                      |                      |
| 1976-1977  | Black Hawks de Chicago | LNH        | 80  | 10               | 14               | 24               | 111              | 2                | 1  | 0                    | 1                    | 2                    |                      |                      |
| 1977-1978  | Black Hawks de Chicago | LNH        | 78  | 14               | 24               | 38               | 135              | 4                | 2  | 2                    | 4                    | 0                    |                      |                      |
| 1978-1979  | Black Hawks de Chicago | LNH        | 80  | 19               | 15               | 34               | 99               | 1                | 0  | 0                    | 0                    | 2                    |                      |                      |
| 1979-1980  | Black Hawks de Chicago | LNH        | 80  | 39               | 26               | 65               | 122              | 7                | 1  | 1                    | 2                    | 8                    |                      |                      |
| 1980-1981  | Black Hawks de Chicago | LNH        | 42  | 18               | 14               | 32               | 81               | 3                | 0  | 0                    | 0                    | 0                    |                      |                      |
| 1981-1982  | Black Hawks de Chicago | LNH        | 73  | 30               | 19               | 49               | 141              | 15               | 4  | 2                    | 6                    | 50                   |                      |                      |
| 1982-1983  | Indians de Springfield | LAH        | 5   | 0                | 2                | 2                | 4                | -                | -  | -                    | -                    | -                    |                      |                      |
| 1982-1983  | Black Hawks de Chicago | LNH        | 3   | 0                | 0                | 0                | 0                | -                | -  | -                    | -                    | -                    |                      |                      |
| 1983-1984  | Mariners du Maine      | LAH        | 29  | 6                | 8                | 14               | 49               | 16               | 5  | 2                    | 7                    | 39                   |                      |                      |
| 1983-1984  | Devils du New Jersey   | LNH        | 12  | 1                | 2                | 3                | 19               | -                | -  | -                    | -                    | -                    |                      |                      |
| Totaux LNH | Totaux LNH             | Totaux LNH | 586 | 149              | 135              | 284              | 816              | 42               | 10 | 5                    | 15                   | 70                   |                      |                      |

## Trophées et honneurs personnels
- Ligue de hockey de la Colombie-Britannique : nommé dans la 2e équipe d'étoiles en 1973 ;
- Ligue américaine de hockey : remporte la Coupe Calder avec les Mariners du Maine en 1984.

## Parenté dans le sport
- Frère de Paul Mulvey, également joueur de hockey sur glace.